# Diocesi di Tucca di Numidia
La diocesi di Tucca di Numidia (in latino Dioecesis Thuccensis in Numidia) è una sede soppressa e sede titolare della Chiesa cattolica.

## Storia
Tucca di Numidia, identificabile con Henchir-El-Abiodh nell'odierna Algeria, è un'antica sede episcopale della provincia romana di Numidia.
Un solo vescovo è attribuibile con certezza a questa sede africana. Alla conferenza di Cartagine del 411, che vide riuniti assieme i vescovi cattolici e donatisti dell'Africa romana, prese parte il cattolico Sabino. Questi era stato in precedenza un prete donatista, convertito al cattolicesimo e fatto vescovo di Tucca. Il vescovo donatista Adeodato di Milevi affermò che Sabino era un prete della sua diocesi e che, prima di Sabino, Tucca non aveva mai avuto un vescovo cattolico, poiché quel territorio faceva parte della comunità donatista di Milevi. Sabino è probabilmente da identificare con l'omonimo vescovo che partecipò al concilio antipelagiano celebrato a Milevi nel 416 e che sottoscrisse la lettera sinodale ma senza indicazione della sede di appartenenza.
Le indicazioni riportate durante i vari interventi alla conferenza del 411 portano a concludere che Tucca si trovava nei pressi di Milevi e che la diocesi cattolica era di recente istituzione. Questo porterebbe perciò ad escludere dalla cronotassi di questa diocesi il vescovo Saturnino che, secondo Morcelli, prese parte al concilio cartaginese indetto nel 256 da san Cipriano per discutere della questione relativa alla validità del battesimo amministrato dagli eretici.
Dal 1933 Tucca di Numidia è annoverata tra le sedi vescovili titolari della Chiesa cattolica; dal 27 dicembre 2024 il vescovo titolare è Raymond Wai Lin Htun, vescovo ausiliare di Yangon.

## Cronotassi

### Vescovi
- Saturnino ? † (menzionato nel 256)
- Sabino † (prima del 411 - dopo il 416 ?)

### Vescovi titolari
- Juan Vicente Solís Fernández † (18 marzo 1967 - 16 gennaio 1973 deceduto)
- Federico Richter Fernández-Prada, O.F.M. † (12 aprile 1973 - 20 novembre 1979 succeduto arcivescovo di Ayacucho o Huamanga)
- Jean-Baptiste Tiendrebeogo (Kiedrebeogo) † (5 novembre 1981 - 30 marzo 1996 nominato vescovo di Kaya)
- Joseph Perumthottam (24 aprile 2002 - 22 gennaio 2007 nominato arcieparca di Changanacherry)
- Liro Vendelino Meurer (14 gennaio 2009 - 24 aprile 2013 nominato vescovo di Santo Ângelo)
- Martin David (7 aprile 2017 - 4 luglio 2023 nominato vescovo di Ostrava-Opava)
- Raymond Wai Lin Htun, dal 27 dicembre 2024